# Putumayo World Music
Putumayo World Music is een platenlabel uit New York, dat in wereldmuziek en vooral in compilaties gespecialiseerd is. Het bedrijf is in 1993 opgericht door Dan Storper, die sinds 1975 een modezaak runde.

## Geschiedenis

### Oprichting
Storper behaalde in 1973 zijn bul in Latijns-Amerikaanse studies aan de Washington University in St. Louis en reisde daarna naar Colombia, Ecuador, Peru en Bolivia. In Colombia was hij vooral onder de indruk van het Putumayodal, waarnaar hij zijn eerste bedrijf, de "Putumayo Clothing Company" vernoemde. Al snel was het bedrijf bekend; in 1985 had hij drie winkels en leverde hij aan nog eens 600 winkels zijn kleding.
In 1991 woonde Storper een liveconcert van Kotoja bij, een Afrikaanse band uit de San Francisco Bay Area, en hij was zo vol van deze band, dat hij besloot om een wereldmuzieklabel op te richten. In april 1993 verschenen de eerste twee cd's: The Best of World Music Volume I & II.

### Succes
Storpers producties waren zo succesvol, dat hij in 1997 de kledingwinkelketen verkocht, om zich volledig op de A&R te storten; hij werd daarbij door de ethnomusicoloog Jacob Edgar ondersteund. In 2000 werd in Hilversum Putumayo Europe gevestigd, zodat Putumayo in 12 nieuwe landen kon worden gedistribueerd. Sinds de oprichting van Putumayo heeft het bedrijf meer dan 15 miljoen cd's verkocht. Het succesvolste album uit de collectie is Cuba. In Europa is Arabic Groove het populairste album. In 2008 viert Putumayo haar 15-jarig bestaan met de cd African Party.

## Kunst
De cd's zijn goed te herkennen, omdat alle covers door Nicola Heindl ontworpen worden en een veelkleurige, folkloristische stijl kennen.

## Cumbancha

### Oprichting
In 2006 besloot Jacob Edgar een eigen wereldmuzieklabel op te richten. Dit label heet Cumbancha en is het zusterlabel van Putumayo. Cumbancha legt zich in tegenstelling tot Putumayo toe op cd's van artiesten. De cd's van Cumbancha worden door Putumayo gedistribueerd en er bestaat een sterke samenwerking tussen beide labels, zo worden de cd's van Putumayo in dezelfde studio's gemasterd. Cumbancha is op de World Music Expo (Womex) in Sevilla onderscheiden met de tweede plaats in de categorie wereldmuzieklabel van het jaar.

## Discografie

### Putumayo
- 103-2	The Best of World Music: Volume 1: World Vocal 4-1993
- 104-2	The Best of World Music: Volume 2: Instrumental 4-1993
- 107-2	The Best of Folk Music: Contemporary Folk 8-1993
- 108-2	The Best of World Music: African 8-1993
- 110-2	Kotoja: The Super Sawalé Collection 7-1994
- 113-2	The Best of World Music: Reggae 7-1994
- 114-2	The Best of World Music: World Dance Party 7-1994
- 115-2	Shelter: The Best of Contemporary Singer-Songwriters 11-1994
- 116-2	A Putumayo Christmas: World, Folk, Blues, Jazz and Soul 11-1994
- 117-2	The Dougie MacLean Collection 11-1994
- 118-2	The Laura Love Collection 3-1995
- 119-2	Women of the World: International 10-1995
- 120-2	Women of the World: Celtic I 10-1995
- 121-2	The Touré Kunda Collection 19-3-1996
- 122-2	The Dalom Kids and Splash Collection 19-3-1996
- 123-2	A World Instrumental Collection 19-3-1996
- 125-2	A Celtic Collection 2-7-1996
- 126-2	One World 2-7-1996
- 127-2	A Johnny Clegg and Juluka Collection 2-7-1996
- 128-2	Women’s Work 5-11-1996
- 129-2	Islands 4-2-1997
- 130-2	Travel the World with Putumayo World Music 8-4-1997
- 131-2	¡Latino! ¡Latino!	22-7-1997
- 132-2	Caribbean Party 22-7-1997
- 133-2	Women of the World: Celtic (European version)
- 134-2	Women of the World: Celtic II 9-9-1997
- 135-2	Music From the Coffee Lands I 7-10-1997
- 136-2	Romantica 13-1-1998
- 137-2	Women of Spirit 10-3-1998
- 138-2	Ricardo Lemvo and Makina Loca: Mambo Yo Yo 19-5-1998
- 139-2	Afro ~ Latino 19-5-1998
- 140-2	Sam Mangwana: Galo Negro 19-5-1998
- 141-2	Celtic Tides 29-9-1998
- 142-2	Reggae Around the World 30-6-1998
- 143-2	Cairo to Casablanca 25-8-1998
- 144-2	A Native American Odyssey 10-11-1998
- 145-2	Mali to Memphis 26-1-1999
- 146-2	Habib Koité & Bamada: Ma Ya 26-1-1999
- 147-2	Dublin to Dakar: A Celtic Odyssey 23-2-1999
- 148-2	A Mediterranean Odyssey 6-4-1999
- 149-2	Cuba 25-5-1999
- 150-2	Brasileiro 25-5-1999
- 151-2	Africa 13-7-1999
- 152-2	Oliver Mtukudzi: Tuku Music 13-7-1999
- 153-2	Caribe! Caribe! 22-6-1999
- 154-2	World Playground I 24-8-1999
- 155-2	Equation: Hazy Daze 28-9-1999
- 156-2	Cape Verde 12-10-1999
- 157-2	New World Party 9-11-1999
- 158-2	Ricardo Lemvo and Makina Loca: São Salvador 22-2-2000
- 159-2	Italian Musical Odyssey 24-10-1999
- 160-2	Zydeco 25-1-2000
- 161-2	Louisiana Gumbo 25-1-2000
- 162-2	Republica Dominicana 22-2-2000
- 163-2	South African Legends 25-4-2000
- 164-2	Miriam Makeba: Homeland 9-5-2000
- 166-2	Mo’ Vida 23-5-2000
- 167-2	Puerto Rico 23-5-2000
- 168-2	Oliver Mtukudzi: Paivepo 13-6-2000
- 169-2	Festa Brasil 27-6-2000
- 170-2	Chico César 27-6-2000
- 171-2	Rita Ribeiro: Pérolas Aos Povos	27-6-2000
- 172-2	Latinas 25-7-2000
- 174-2	Mariana Montalvo: Cantos del Alma 25-7-2000
- 176-2	Equation: The Lucky Few 11-7-2000
- 180-2	Music from the Tea Lands 22-8-2000
- 181-2	A Putumayo World Christmas 26-9-2000
- 182-2	A Jewish Odyssey 26-9-2000
- 183-2	Carnival 9-1-2001
- 184-2	Cajun 9-1-2001
- 185-2	Gypsy Caravan 13-2-2001
- 186-2	Gardens of Eden 13-3-2001
- 187-2	Mexico 10-4-2001
- 188-2	Jamaica 8-5-2001
- 189-2	Arabic Groove 12-6-2001
- 190-2	Colombia 10-7-2001
- 191-2	African Odyssey 11-9-2001
- 192-2	Habib Koité & Bamada: Baro 24-7-2001
- 193-2	World Playground II 11-7-2001
- 194-2	Music from the Coffee Lands II 9-10-2001
- 195-2	Samba Bossa Nova 8-1-2002
- 196-2	Mississippi Blues 12-2-2002
- 197-2	Latin Groove 12-3-2002
- 198-2	World Lounge 9-4-2002
- 199-2	Oliver Mtukudzi: Vhunze Moto 24-4-2002
- 200-2	Congo to Cuba 21-5-2002
- 201-2	Latin Playground 11-6-2002
- 202-2	Asian Groove 27-8-2002
- 203-2	Rumba Flamenco 24-9-2002
- 204-2	Afro-Portuguese Odyssey 22-10-2002
- 205-2	Calypso 19-11-2002
- 206-2	Global Soul 14-1-2003
- 207-2	African Playground 19-2-2003
- 208-2	Cover the World 19-2-2003
- 209-2	Euro Lounge 11-3-2003
- 210-2	African Groove 22-4-2003
- 211-2	French Caribbean 20-5-2003
- 212-2	Dreamland 20-5-2003
- 213-2	Salsa Around the World 24-6-2003
- 214-2	The Oliver Mtukudzi Collection: The Tuku Years 8-7-2003
- 215-2	American Blues 26-8-2003
- 216-2	Brazilian Groove 9-9-2003
- 217-2	The Putumayo World Music 10th Anniversary Collection 1993-2003 21-10-2003
- 218-2	Christmas Around the World 7-10-2003
- 219-2	French Café 11-11-2003
- 220-2	Sahara Lounge 20-1-2004
- 221-2	World Reggae 24-2-2004
- 222-2	Sing Along with Putumayo 23-3-2004
- 223-2	Women of Africa 27-4-2004
- 224-2	Nuevo Latino 25-5-2004
- 225-2	Greece: A Musical Odyssey 29-6-2004
- 226-2	Caribbean Playground 27-7-2004
- 227-2	World Groove 24-8-2004
- 228-2	Women of Latin America 21-9-2004
- 229-2	Blues Lounge 5-10-2004
- 230-2	Music from the Chocolate Lands 9-11-2004
- 231-2	South Pacific Islands 23-11-2004
- 232-2	New Orleans 25-1-2005
- 233-2	Kermit Ruffins 1-2-2005
- 234-2	Acoustic Brazil 25-2-2005
- 235-2	Afro – Latin Party 22-3-2005
- 236-2	Mali 3-5-2005
- 237-2	North African Groove 7-6-2005
- 238-2	Italian Café 21-6-2005
- 239-2	Swing Around the World 5-7-2005
- 240-2	American Folk 9-8-2005
- 241-2	Latin Lounge 6-9-2005
- 242-2	French Playground 4-10-2005
- 243-2	Celtic Crossroads 4-10-2005
- 244-2	Asian Lounge 8-11-2005
- 245-2	The Caribbean 10-1-2006
- 246-2	Reggae Playground 24-1-2006
- 247-2	Brazilian Lounge 21-2-2006
- 248-2	Turkish Groove 21-3-2006
- 249-2	Paris 18-4-2006
- 250-2	Folk Playground 23-5-2006
- 251-2	¡Baila!: A Latin Dance Party 23-5-2006
- 252-2	Music from the Wine Lands 27-6-2006
- 253-2	Blues Around the World 25-7-2006
- 254-2	Acoustic Africa 5-8-2006
- 255-2	Radio Latino 3-10-2006
- 256-2	New Orleans Christmas 3-10-2006
- 257-2	New Orleans Playground 17-10-2006
- 258-2	One World, Many Cultures 7-11-2006
- 259-2	Asian Dreamland 5-12-2006
- 260-2	A New Groove 30-1-2007
- 261-2	Women of the World: Acoustic 27-2-2007
- 262-2	Gypsy Groove 27-3-2007
- 263-2  Putumayo World Party 24-4-2007
- 264-2  Animal Playground 22-5-2007
- 265-2  Latin Jazz 26-6-2007
- 266-2  Americana 31-7-2007
- 267-2  World Hits 28-8-2007
- 268-2  Israel 25-9-2007
- 269-2  Brazilian Playground 25-9-2007
- 270-2  New Orleans Brass 23-10-2007
- 271-2  Tango Around the World 6-11-2007
- 272-2  Celtic Dreamland 20-11-2007
- 273-2  Latin Reggae 22-01-2008
- 274-2  Hawaiian Playground 22-01-2008
- 275-2  Euro Groove 11-03-2008
- 276-2  African Party 29-04-2008
- 277-2  African Dreamland 29-04-2008
- 278-2  Café Cubano 26-05-2008
- 279-2  Québec 24-06-2008

## 1993
- 101/103 The Best of World Music: Volume 1 - World Vocal (April 1993)
- 102/104 The Best of World Music: Volume 2 - World Instrumental (April 1993)
- 105/107 The Best of Folk Music: Contemporary Folk (August 1993)
- 106/108 The Best of World Music: African (August 1993)

## 1994
- 109/110 Kotoja: The Super Sawalé Collection (July 1994)
- 111/113 The Best of World Music: Reggae (July 1994)
- 112/114 The Best of World Music: World Dance Party (July 1994)
- 115-2 Shelter: The Best of Contemporary Singer-Songwriters (November 1994)
- 116-2 A Putumayo Christmas (November 1994)
- 117-2 The Dougie MacLean Collection (November 1994)

## 1995
- 118-2 The Laura Love Collection (March 1995)
- 119-2 Women of the World: International (October 1995)
- 120-2 Women of the World: Celtic (October 1995)

## 1996
- 121-2 The Touré Kunda Collection (19 March 1996)
- 122-2 The Dalom Kids and Splash Collection (19 March 1996)
- 123-2 A World Instrumental Collection (19 March 1996)
- 124-2 A Touré Kunda, Dalom Kids / Splash and World Instrumental Sampler
- 125-2 A Celtic Collection (2 July 1996)
- 126-2 One World (2 July 1996)
- 127-2 A Johnny Clegg and Juluka Collection (2 July 1996)
- 128-2 Women's Work (May 1996)

## 1997
- 129-2 Islands (4 February 1997)
- 130-2 Travel the World with Putumayo World Music (8 April 1997)
- 131-2 ¡Latino! ¡Latino! (22 July 1997)
- 132-2 Caribbean Party (22 July 1997)
- 133-2 Women of the World: Celtic
- 134-2 Women of the World: Celtic II (9 September 1997)
- 135-2 Music From the Coffee Lands (7 October 1997)

## 1998
- 136-2 Romantica (13 January 1998)
- 137-2 Women of Spirit (10 March 1998)
- 138-2 Ricardo Lemvo and Makina Loca: Mambo Yo Yo (19 May 1998)
- 139-2 Afro ~ Latino (19 May 1998)
- 140-2 Sam Mangwana: Galo Negro (19 May 1998)
- 141-2 Celtic Tides (29 September 1998)
- 142-2 Reggae Around the World (30 June 1998)
- 143-2 Cairo to Casablanca (25 August 1998)
- 144-2 A Native American Odyssey: Inuit to Inca (10 November 1998)

## 1999
- 145-2 Mali to Memphis (26 January 1999)
- 146-2 Habib Koité & Bamada: Ma Ya (26 January 1999)
- 147-2 Dublin to Dakar: A Celtic Odyssey (23 February 1999)
- 148-2 A Mediterranean Odyssey (6 April 1999)
- 149-2 Cuba (25 May 1999)
- 150-2 Brasileiro (25 May 1999)
- 151-2 Africa (13 July 1999)
- 152-2 Oliver Mtukudzi: Tuku Music (13 July 1999)
- 153-2 Caribe! Caribe! (22 June 1999)
- 154-2 World Playground (24 August 1999)
- 155-2 The Equation: Hazy Daze (28 September 1999)
- 156-2 Cape Verde (12 October 1999)
- 157-2 New World Party (9 November 1999)
- 158-2 Ricardo Lemvo and Makina Loca: Sao Salvador (22 February 2000)
- 159-2 Italian Musical Odyssey (24 October 1999)

## 2000
- 160-2 Zydeco (25 January 2000)
- 161-2 Louisiana Gumbo (25 January 2000)
- 162-2 Republica Dominicana (22 February 2000)
- 163-2 South African Legends (25 April 2000)
- 164-2 Miriam Makeba: Homeland (9 May 2000)
- 166-2 ¡Mo' Vida! (23 May 2000)
- 167-2 Puerto Rico (23 May 2000)
- 168-2 Oliver Mtukudzi: Paivepo (13 June 2000)
- 169-2 Festa Brasil (27 June 2000)
- 170-2 Chico César (27 June 2000)
- 171-2 Rita Ribeiro: Perolas Aos Povos (27 June 2000)
- 172-2 Latinas: Women of Latin America (25 July 2000)
- 174-2 Mariana Montalvo: Cantos del Alma (25 July 2000)
- 176-2 Equation: The Lucky Few (11 July 2000)
- 180-2 Music from the Tea Lands (22 August 2000)
- 181-2 A Putumayo World Christmas (26 September 2000)
- 182-2 A Jewish Odyssey (26 September 2000)

## 2001
- 183-2 Carnival (9 January 2001)
- 184-2 Cajun (9 January 2001)
- 185-2 Gypsy Caravan (13 February 2001)
- 186-2 Gardens of Eden (13 March 2001)
- 187-2 Mexico (10 April 2001)
- 188-2 Jamaica (8 May 2001)
- 189-2 Arabic Groove (12 June 2001)
- 190-2 Colombia (10 July 2001)
- 191-2 African Odyssey (11 September 2001)
- 192-2 Habib Koité & Bamada: Baro (24 July 2001)
- 193-2 World Playground II (11 July 2001)
- 194-2 Music from the Coffee Lands II (9 October 2001)

## 2002
- 195-2 Samba Bossa Nova (8 January 2002)
- 196-2 Mississippi Blues (12 February 2002)
- 197-2 Latin Groove (12 March 2002)
- 198-2 World Lounge (9 April 2002)
- 199-2 Oliver Mtukudzi: Vhunze Moto (24 April 2002)
- 200-2 Congo to Cuba (21 May 2002)
- 201-2 Latin Playground (11 June 2002)
- 202-2 Asian Groove (27 August 2002)
- 203-2 Rumba Flamenco (24 September 2002)
- 204-2 Afro-Portuguese Odyssey (22 October 2002)
- 205-2 Calypso (19 November 2002)

## 2003
- 206-2 Global Soul (14 January 2003)
- 207-2 African Playground (19 February 2003)
- 208-2 Cover the World (19 February 2003)
- 209-2 Euro Lounge (11 March 2003)
- 210-2 African Groove (22 April 2003)
- 211-2 French Caribbean (20 May 2003)
- 212-2 Dreamland (20 May 2003)
- 213-2 Salsa Around the World (24 June 2003)
- 214-2 The Oliver Mtukudzi Collection: The Tuku Years (8 July 2003)
- 215-2 American Blues (26 August 2003)
- 216-2 Brazilian Groove (9 September 2003)
- 217-2 The Putumayo World Music 10th Anniversary Collection (21 October 2003)
- 218-2 Christmas Around the World (7 October 2003)
- 219-2 French Café (11 November 2003)

## 2004
- 220-2 Sahara Lounge (20 January 2004)
- 221-2 World Reggae (24 February 2004)
- 222-2 Sing Along with Putumayo (23 March 2004)
- 223-2 Women of Africa (27 April 2004)
- 224-2 Nuevo Latino (25 May 2004)
- 225-2 Greece: A Musical Odyssey (29 June 2004)
- 226-2 Caribbean Playground (27 July 2004)
- 227-2 World Groove (24 August 2004)
- 228-2 Women of Latin America (21 September 2004)
- 229-2 Blues Lounge (5 October 2004)
- 230-2 Music from the Chocolate Lands (9 November 2004)
- 231-2 South Pacific Islands (23 November 2004)

## 2005
- 232-2 New Orleans (25 January 2005)
- 233-2 Kermit Ruffins (1 February 2005)
- 234-2 Acoustic Brazil (25 February 2005)
- 235-2 Afro-Latin Party (22 March 2005)
- 236-2 Mali (3 May 2005)
- 237-2 North African Groove (7 June 2005)
- 238-2 Italian Café (21 June 2005)
- 239-2 Swing Around the World (5 July 2005)
- 240-2 American Folk (9 August 2005)
- 241-2 Latin Lounge (6 September 2005)
- 242-2 French Playground (4 October 2005)
- 243-2 Celtic Crossroads (4 October 2005)
- 244-2 Asian Lounge (8 November 2005)
- 804-2 One World, One Kid (2005)

## 2006
- 245-2 The Caribbean (10 January 2006)
- 246-2 Reggae Playground (24 January 2006)
- 247-2 Brazilian Lounge (21 February 2006)
- 248-2 Turkish Groove (21 March 2006)
- 249-2 Paris (18 April 2006)
- 250-2 Folk Playground (23 May 2006)
- 251-2 ¡Baila!: A Latin Dance Party (23 May 2006)
- 252-2 Music from the Wine Lands (27 June 2006)
- 253-2 Blues Around the World (25 July 2006)
- 254-2 Acoustic Africa (5 August 2006)
- 255-2 Radio Latino (3 October 2006)
- 256-2 New Orleans Christmas (3 October 2006)
- 257-2 New Orleans Playground (17 October 2006)
- 258-2 One World, Many Cultures (7 November 2006)
- 259-2 Asian Dreamland (5 December 2006)

## 2007
- 260-2 A New Groove (30 January 2007)
- 261-2 Women of the World: Acoustic (27 February 2007)
- 262-2 Gypsy Groove (27 March 2007)
- 263-2 Putumayo World Party (24 April 2007)
- 264-2 Animal Playground (22 May 2007)
- 265-2 Latin Jazz (26 June 2007)
- 266-2 Americana (31 July 2007)
- 267-2 World Hits (28 August 2007)
- 268-2 Israel (25 September 2007)
- 269-2 Brazilian Playground (25 September 2007)
- 270-2 New Orleans Brass (23 October 2007)
- 271-2 Tango Around the World (23 October 2007)
- 272-2 Celtic Dreamland (6 November 2007)

## 2008
- 273-2 Latin Reggae (22 January 2008)
- 274-2 Hawaiian Playground (22 January 2008)
- 275-2 Euro Groove (11 March 2008)
- 276-2 African Party (29 April 2008)
- 277-2 African Dreamland (29 April 2008)
- 278-2 Café Cubano (27 May 2008)
- 279-2 Québec (10 June 2008)
- 280-2 Reggae Around the World (Re-release of 142-2 with different track order and 1 track less) (22 *July 2008)
- 281-2 Acoustic France (19 August 2008)
- 282-2 Acoustic Arabia (2 September 2008)
- 283-2 Sesame Street Playground (30 September 2008)
- 285-2 A Jazz & Blues Christmas (28 October 2008)
- 286-2 Women of Jazz (28 October 2008)

## 2009
- 287 African Reggae (27 January 2009)
- 288 India (24 February 2009)
- 289 ¡Salsa! (24 March 2009)
- 290 Italia (19 May 2009)
- 291 European Playground (19 May 2009)
- 292 Brazilian Café (28 July 2009)
- 293 Picnic Playground (28 July 2009)
- 294 España (29 September 2009)
- 295 A Family Christmas (27 October 2009)
- 296 Jazz Around The World (27 October 2009)

## 2010
- 297 Rhythm & Blues (9 February 2010)
- 299 Jazz Playground (9 March 2010)
- 300 Latin Party (6 April 2010)
- 301 South Africa (18 May 2010)
- 302 Rock & Roll Playground (29 June 2010)
- 303 Tribute to a Reggae Legend (13 July 2010)
- 304 Yoga (14 September 2010)
- 305 World Christmas Party (5 November 2010)

## 2011
- 306 Bossa Nova around the world (11 February 2011)
- 307 Acoustic Dreamland (22 February 2011)
- 308 Rumba, Mambo, Cha Cha Chá (5 April 2011)
- 309 Jazz (3 May 2011)
- 310 Kids World Party (28 June 2011)
- 311 African Beat (30 August 2011)
- 312 Latin Beat (30 August 2011)
- 313 Acoustic Café (12 October 2011)
- 314 Celtic Christmas (25 October 2011)

## 2012
- 315 Brazilian Beat (31 January 2012)
- 316 Instrumental Dreamland (28 February 2012)
- 317 African Blues (24 April 2012)
- 318 Cowboy Playground (22 May 2012)
- 319 Bluegrass (22 May 2012)
- 320 Arabic Beat (31 July 2012)
- 321 Latin Beat (Re-Release with 3 new tracks) (11 September 2012)
- 322 European Playground (Re-Release with 3 new tracks) (11 September 2012)
- 323 World Yoga (30 October 2012)
- 324 World Sing-Along (30 October 2012)

## 2013
- 326 Vintage France (26 February 2013)
- World Reggae (Re-Release with 6 new tracks) (August 2013)
- Reggae Playground (Re-Release with 3 new tracks) (August 2013)
- Acoustic America (September 2013)
- American Playground (September 2013)
- Women of Brazil (September 2013)
- Brazilian Beat (Re-Release) (September 2013)
- Brazilian Lounge (Re-Release) (September 2013)
- Café Latino (Re-Release) (September 2013)
- Latin Lounge (Re-Release with 3 new tracks) (September 2013)
- A Jewish Celebration (November 2013)

### Cumbancha
- CD-CMB-1 Ska Cubano: ¡Ay Caramba! 11-07-2006 (Alleen VS+Canada)
- CD-CMB-2 The Idan Raichel Project 07-11-2006
- CD-CMB-3 Andy Palacio and the Garifuna Collective: Wátina 27-2-2007
- CD-CMB-4 Dobet Gnahoré: Na Afriki 26-6-2007 (Alleen VS+Canada)
- CD-CMB-5 Habib Koité: Afriki 10-9-2007
- CD-CMB-6 Umalali: The Garifuna Women's Project 27-03-2008
- CD-CMB-7 Rupa and the April Fishes: eXtraOrdinairy Rendition 15-04-2008
- CD-CMB-8 Chiwoniso Maraire: Rebel Woman 09-03-2008